# Gaius Ummidius Durmius Quadratus
Gaius Ummidius Durmius Quadratus (* 12 v. Chr.; † 59/60) war ein römischer Senator des 1. Jahrhunderts n. Chr.
Er war das erste Mitglied der aus Casinum im Süden Latiums stammenden Familie der Ummidier, das in den Senat gelangte. Sein Vater hieß ebenfalls Gaius. Als Grund dafür, dass er zwei Gentilnamen hatte, werden zumeist zwei Möglichkeiten in Betracht gezogen: Entweder stammte er aus der Familie der Durmier und wurde dann von einem Gaius Ummidius adoptiert, oder er war leiblicher Sohn eines Ummidius und einer Durmia. Vermutlich war er jedenfalls verwandt mit Marcus Durmius, der um 19. v. Chr. als Münzmeister belegt ist.
Die Karriere des Gaius Ummidius Durmius Quadratus ist vor allem aus Inschriften bekannt und begann mit der Tätigkeit als decemvir stlitibus iudicandis. Im Jahr 14 war er Quästor, im Jahr 16 kurulischer Ädil und 18 Prätor. Im Anschluss daran war er als curator tabularum publicarum (Zuständiger für die Senatskanzlei) und praefectus frumenti dandi (Zuständiger für die kostenlose Getreideverteilung in Rom) tätig. Danach amtierte er als Prokonsul der Provinz Zypern (zwischen etwa 22 und 31, vermutlich relativ früh) und Legat von Lusitanien (etwa zwischen 31 und 39, vermutlich 37).
Wohl 39/40 gelangte er als homo novus zum Suffektkonsulat – aufgrund seiner langen Amtszeiten als Statthalter erst mehr als zwanzig Jahre nach der Prätur und damit vergleichsweise spät. Danach war er unter der Herrschaft des Claudius Statthalter einer illyrischen Provinz, entweder von Pannonien oder von Dalmatien. Ab 50/51 verwaltete er schließlich die Provinz Syrien, wo er etwa 59/60 starb und Gnaeus Domitius Corbulo ihm nachfolgte.
Möglicherweise wurde er in Casinum beigesetzt. Dort haben Ummidius und nach ihm seine Tochter Ummidia Quadratilla mehrere umfangreiche Baumaßnahmen durchführen lassen. So soll er einer bruchstückhaft erhaltenen Inschrift zufolge das Theater, das Ummidia später restaurierte, „prunkvoll ausgeschmückt“ haben. Archäologische Untersuchungen legen allerdings nahe, dass er es nicht völlig neu errichtet hat, sondern ein Bauwerk aus frühaugusteischer Zeit ausbauen ließ. Ebenfalls im Theater von Casinum wurde die überlebensgroße Statue eines nackten Schwertträgers gefunden, die sich jetzt im Archäologischen Nationalmuseum Neapel befindet und möglicherweise Ummidius zeigt.
Gaius Ummidius Durmius Quadratus gehörte dem Sakralkollegium der Quindecimviri sacris faciundis an und war Bürger der Stadt Atina. Sein Urenkel Gaius Ummidius Quadratus wurde im Jahr 118 Suffektkonsul.